# Снидвил (Тенеси)
Снидвил (енгл. Sneedville) град је у америчкој савезној држави Тенеси.

## Демографија
По попису из 2010. године број становника је 1.387, што је 130 (10,3%) становника више него 2000. године.
| Група             | 2000.         | 2010.         |
| Белци             | 1.225 (97,5%) | 1.347 (97,1%) |
| Афроамериканци    | 8 (0,6%)      | 8 (0,6%)      |
| Азијати           | 0 (0,0%)      | 1 (0,1%)      |
| Хиспаноамериканци | 3 (0,2%)      | 4 (0,3%)      |
| Укупно            | 1.257         | 1.387         |